# Conandron ramondioides
Conandron es un género monotípico de plantas  perteneciente a la familia Gesneriaceae. Su única especie: Conandron ramondioides. es originaria de China y Japón.

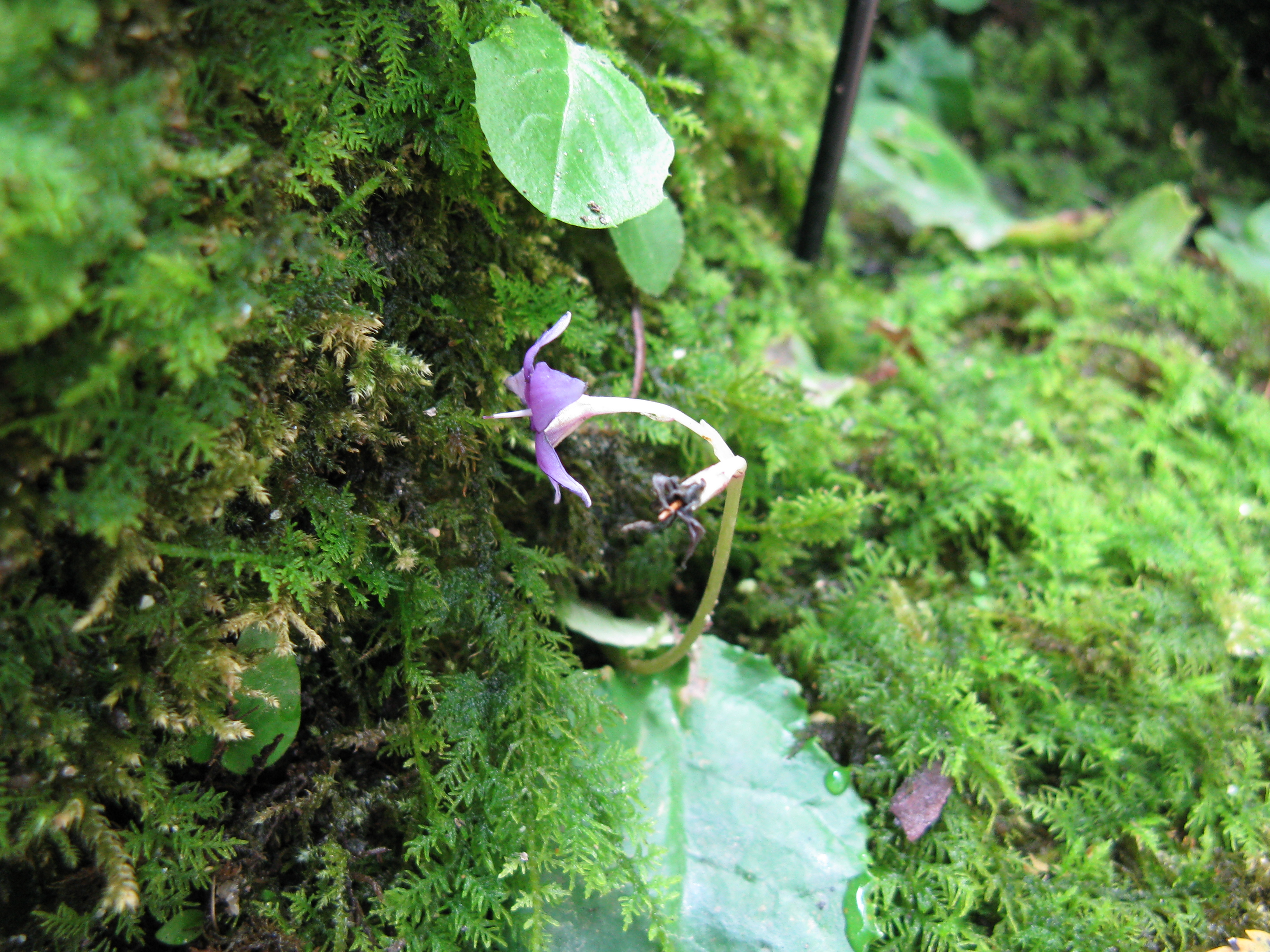
En su hábitat

## Descripción
Es una planta perenne (sub)acaulescente herbácea. Con pocas hojas, en una roseta basal, lámina elíptica con la base cuneaae, truncada o cordada. Las inflorescencias en cimas axilares, con pocas a muchas flores, laxas. Sépalos libres cercanos a la base. Corola actinomorfa. El fruto es una cápsula ovoide, de 2,5  dehiscente. Tiene un número de cromosomas de : 2n = 32.

## Taxonomía
Conandron ramondioides   fue descrita por Siebold & Zucc. y publicado en Abhandlungen der Mathematisch-Physikalischen Classe der Königlich Bayerischen Akademie der Wissenschaften 3: 730, pl. 3, f. E(1–7). 1843.
Etimología
Conandron: nombre genérico  compuesto por  κωνος, kōnos = "cono", y άνδρών, andrōn = masculino. Las anteras forman un distintivo cono en el que los márgenes están fusionados y forman un alargado apéndice apical. 
ramondioides: epíteto
Sinonimia
- Conandron minor T.Itô
- Conandron ramondioides f. pilosum (Makino) Ohwi
- Conandron ramondioides var. pilosum Makino
- Conandron ramondioides var. taiwanensis Masam.[4]